# Ahora y siempre (álbum)
Ahora y siempre es el título de título de álbum de estudio grabado por el grupo mexicana-estadounidense Alacranes Musical. Fue lanzado al mercado por la empresa discográfica Univision Music el 22 de mayo de 2007.

## Lista de canciones
| Ahora y siempre3 |                               |                                        |          |  |
| N.º              | Título                        | Escritor(es)                           | Duración |  |
| 1.               | «Por amarte así»              | Eduardo Reyes · Alejandro Montalbán    | 2:57     |  |
| 2.               | «Sólo en ti»                  | Vince Clarke                           | 2:55     |  |
| 3.               | «Quiero aprender»             | Omar Sánchez                           | 2:50     |  |
| 4.               | «El cabrito»                  | José de Jesús Soto                     | 3:26     |  |
| 5.               | «Tatuajes»                    | Joan Sebastian                         | 2:48     |  |
| 6.               | «Vete ya»                     | Raúl Enrique Mora                      | 2:34     |  |
| 7.               | «Por tu amor»                 | José Lugardo Del Toro · Eduardo Urbina | 3:19     |  |
| 8.               | «Cielito duranguense»         | Óscar Urbina Jr.                       | 2:44     |  |
| 9.               | «Ámame hasta con los dientes» | Memo Méndez Guiu                       | 2:53     |  |
| 10.              | «Lo que son las cosas»        | Luis Ángel Márquez                     | 2:59     |  |
| 11.              | «Sigo pensando en ti»         | Eduardo Urbina                         | 3:09     |  |
| 12.              | «Sin tu amor»                 | José Luguardo Del Toro                 | 3:09     |  |
| 35:43            |                               |                                        |          |  |

## Posicionamiento en las listas
| Lista (2007)                           | Máxima posición |
| -------------------------------------- | --------------- |
| México AMPROFON Album Chart            | 76              |
| U.S. Billboard Top Latin Albums        | 1               |
| U.S. Billboard Regional/Mexican Albums | 1               |
| U.S. Billboard 200                     | 47              |

### Sucesión y posicionamiento
| Predecesor: Mas Flow: Los Benjamins de Luny Tunes & Tainy | U.S. Billboard Top Latin Albums — Álbum N°. 1 9 de junio de 2007 - 22 de junio de 2007 | Sucesor: El cartel: The Big Boss de Daddy Yankee |

| Predecesor: Historia de un idolo, vol. 1 de Vicente Fernández | U.S. Billboard Regional/Mexican Albums — Álbum N°. 1 9 de junio de 2007 - 22 de junio de 2007 | Sucesor: Historia de un ídolo, vol. 1 de Vicente Fernández |